# Leopold 4. af Lippe
Fyrst Leopold 4. til Lippe (Leopold Julius Bernhard Adalbert Otto Karl Fritz Georg Gustav; født 30. maj 1871, Oberkassel ved Düsseldorf, død 30. december 1949 i Detmold) var den sidste regerende fyrste af det lille fyrstendømme Lippe i det centrale Tyskland fra 1905 til 1918.
Leopold var greve af Lippe-Biesterfeld indtil 1905. Fra 1904 til 1905 var han regent for den sindssyge fyrst Alexander af Lippe. Efter Alexanders død i 1905 regerede Leopold selv som fyrste af det lille fyrstendømme Lippe, indtil han måtte abdicere ved Novemberrevolutionen i 1918.

## Biografi

### Tidlige liv
Leopold var søn af grev Ernst til Lippe-Biesterfeld og grevinde Caroline af Wartensleben (1844–1905) og blev født den 30. maj 1871 i sine forældres ejendom Det Lippeske Landsted i Oberkassel ved Bonn. Han tilhørte dermed en yngre sidelinje af fyrstehuset Lippe, hvis hovedlinje regerede i det lille fyrstendømme Lippe i Westfalen i det centrale Tyskland. Efter at have afsluttet sin abitur i 1891 var han officer i den tyske hær frem til 1894, hvor han forlod hæren for at studere statskundskab ved universiteterne i Bonn og Berlin.

### Den lippeske arvefølgestrid
I 1895 vendte han hjem, da hans fars lammelse og den tilspidsende lippeske arvefølgestrid nødvendiggjorde hans tilstedeværelse. Striden opstod efter fyrst Woldemar af Lippes død i 1895, hvor Lippes regering offentliggjorde et dekret fra ham, hvor prins Adolf af Schaumburg-Lippe skulle indsættes som regent for Woldemars efterfølger, hans sindssyge og barnløse lillebror fyrst Alexander af Lippe. Linjerne Lippe-Biesterfeld og Lippe-Weissenfeld protesterede mod dekretet, men landdagen i Lippe besluttede, at prins Adolf skulle overtage regeringen, indtil tvisten var afgjort. I 1896 overlod parterne afgørelsen til kong Albert 1. af Sachsen og seks af ham udpegede medlemmer af den tyske rigsret, og de afgjorde i 1897, at Leopolds far Ernst af Lippe-Biesterfeld var den nærmest berettigede til at overtage regentskabet for den syge fyrste. Hans sønner, herunder Leopold, var født i et "ikke jævnbyrdigt" ægteskab, men deres arveret blev godkendt af en voldgiftsret i 1905, da arveretten tilfaldt huset Lippe-Biesterfeld.

### Regent i Lippe
Leopold blev greve af Lippe-Biesterfeld ved sin fars død i 1904, og overtog ligeledes positionen som regent for den sindssyge fyrst Alexander af Lippe fra 1904.

### Fyrste af Lippe
Ved Fyrst Alexanders død i 1905 uddøde hovedlinjen af huset Lippe, og Leopold arvede derved selv positionen som fyrste af Lippe.
Fyrst Leopold måtte abdicere, da monarkierne blev afskaffet i Tyskland ved Novemberrevolutionen i 1918 umiddelbart før afslutningen af Første Verdenskrig.

### Senere liv
Efter fremvæksten af nazismen i Tyskland blev alle hans tre sønner fra hans første ægteskab medlemmer af nazistpartiet. Hans ældste søn arveprins Ernst siges at have været den første tyske prins, der sluttede sig til partiet, da han meldte sig ind i maj 1928.
Fyrst Leopold døde den 30. december 1949 i Detmold.

## Arvestriden
I sit testamente fra 1947 havde Leopold bestemt, at hans yngste søn Armin (født 1924) skulle være hans efterfølger som familieoverhoved for Huset Lippe.
I 1953 overlod Armin stillingen til én af sine ældre halvbrødre. Da andre – også fjernere slægtninge – forsøgte at blive overhoved for slægten, opstod der en langvarig arvestrid. På et familieråd i 1958 forsøgte slægtens ældste Simon Casimir (1900-1980) forgæves at mægle. Armin har senere taget arveafkaldet fra 1953 tilbage. I stedet har han udnævnt sønnen Stephan Leopold (født 1959) til fremtidig overhoved for slægten.

## Ægteskab og børn
Leopold var gift to gange. I sit første ægteskab med prinsesse Bertha af Hessen-Philippsthal (1874-1919) fik han tre sønner og to døtre. I sit andet ægteskab med prinsesse Anna af Ysenburg-Büdingen (1886-1980) fik han én søn.

## Prinser og grever af Lippe-Biesterfeld
Mandlige efterkommere af Julius greve til Lippe-Biesterfeld (1812–1884) og Adelheid grevinde til Castell-Castell (1818–1900):
- Ernst zur Lippe-Biesterfeld (1842-1904), greve-regent af Lippe (1897-1904)
  - Leopold 4. af Lippe (1871-1949),
    - Ernst (1902-87)
      - Ernst Leopold (født 1940)

    - Leopold Bernhard (1904-65)
    - Chlodwig (1909-2000)
      - Winfried-Chlodwig (født 1941)

    - Armin (født 1924)
      - Stephan Leopold (født 1959) (gift med en søsterdatter til Prins Richard af Berleburg)
        - Bernhard Leopold (født 1995)
        - Heinrich Otto (født 1997)
        - Wilhelm Benjamin (født 1999)

  - Bernhard (1872-1934), gift ulige med friherreinde Armgard von Sierstorpff-Cramm (1883–1971), Armgard blev grevinde af Biesterfeld i 1909, prinsesse i 1916
    - Bernhard (1911-2004), gift med dronning Juliana af Nederlandene
    - Ernst Aschwin (1914-88), ligesom broderen Bernhard er Ernst Aschwin født greve af Biesterfeld, de blev prinser i 1916, på grund af forældrenes ulige ægtesskab blev de aldrig optaget i Fystehuset Lippe-Biesterfeld

  - Julius Ernst (1873-1952)
    - Ernst August (1917-1990)
      - Friedrich Wilhelm (f. 1947)
      - Ernst August (f. 1952)
- Leopold (1846-1908)
- Rudolf (1856-1931)
  - Friedrich Wilhelm (1890-1938)
    - Rudolf (født 1937)
      - Jean Friedrich (født 1982)

  - Ernst (1892-1914)
- Friedrich Wilhelm (1858-1914)
  - Simon Casimir (1900-1980)